# 魔女の標的
『魔女の標的』（まじょのひょうてき）は、平井和正の短編小説。『S-Fマガジン』1972年3月号に掲載された。のち、本作を表題作とする短編小説集が角川文庫から刊行された。本項ではこの短編集についても扱う。
本作は、平井の短編小説「妖怪教室」（『高1コース』1970年3月号、『高2コース』1970年4月号 - 5月号掲載）と、池上遼一作画による漫画『スパイダーマン』のエピソード「金色の目の魔女」（『月刊別冊少年マガジン』1971年2月号 - 4月号掲載）に平井が提供したストーリー（原作）を原型としている。
本作の「金色の目の魔女」からの変更点として、終盤から結末までの部分（無法地帯と化した高校と機動隊の突入によるさらなる混乱）は含まず、事態の解決を見ないまま結末となる。また、主人公はスーパーヒーローではない普通の男子高校生に替えて一人称の語り手とし、『スパイダーマン』のレギュラーキャラであった荒木は省かれて「金色の目の魔女」のみの登場人物である鏡明に統合されている。
本作はその後、平井の『死霊狩り』が梁慶一の作画で漫画化された際に、エピソードの一つとして取り入れられ、改めて漫画化されている。
本作や「金色の目の魔女」の登場人物の一人、私立探偵の赤原は、平井の長編SF第1作『メガロポリスの虎』（1968年）にも登場する。一種のスター・システム的扱いである。また、鏡明の名前は平井の作品にはたびたび登場するが、実在の作家から名前を借りている（本人の特徴も一部反映しているが、キャラクターそのものは作品ごとに異なる）。

## ストーリー
主人公・犬養の高校に新任の女教師・三輪真名児（みわ まなこ）が赴任する。それ以来、高校では事件が頻発する。実は真名児が以前に勤めていた高校も、相次ぐ事件の末に荒廃していたのだった。

## 収録
- 魔女の標的 （角川文庫 1974年）
- 月光学園 （出版芸術社 1994年）

## 短編集
短編集『魔女の標的』は、1974年10月に角川文庫から刊行された。収録作品は次の通りである。
- 魔女の標的
- 悪戯
- “女狼”リツコ - 『ウルフガイ・シリーズ』のサイド・ストーリー。
- 神の時代
- 淋しい草原に
- 壁の奥の恋人
- 復讐者たち
- 夢なら醒めよ!
- 会長室
- 古き良き時代
- 夢のふたつの顔